# Rosine Cahen
Pour les articles homonymes, voir Cahen.
Ne doit pas être confondu avec Madame Moriss.
Rosine Cahen, née le 26 mars 1857 à Delme (Meurthe) et morte le 2 septembre 1933 à Paris, est une peintre française.

## Biographie
Rosine Cahen est la fille de Philippe Cahen, boulanger à Delme, et de Mélanie Joseph. Après 1871, sa famille opte pour la nationalité française et s'installe à Paris.
Élève de Tony Robert-Fleury, de William Bouguereau, et de Félix-Henri Giacomotti, elle est peintre et lithographe.
Elle expose au Salon à partir de 1884 où elle obtient une médaille d'or en 1924, et une médaille d'honneur en gravure et lithographie la même année.
Elle expose en 1886 au Salon du blanc et noir.
En 1890, elle réalise le portrait de son père.
Elle devient professeur de dessin aux écoles de la ville de Paris. Elle est faite à ce titre Officier d'Académie en 1898.
Entre 1916 et 1919, elle visite plusieurs hôpitaux militaires et exécute le portrait de grands blessés de guerre au pastel et au fusain.
Elle meurt célibataire à l'âge de 76 ans. Elle est inhumée au cimetière du Montparnasse.

## Expositions rétrospectives
- Rosine Cahen, Dessins de la Grande Guerre, Musée d'Art et d'Histoire du judaïsme, 2019-2020[2].